# Armée des Vosges (Révolution française)
Pour les articles homonymes, voir Armée des Vosges.

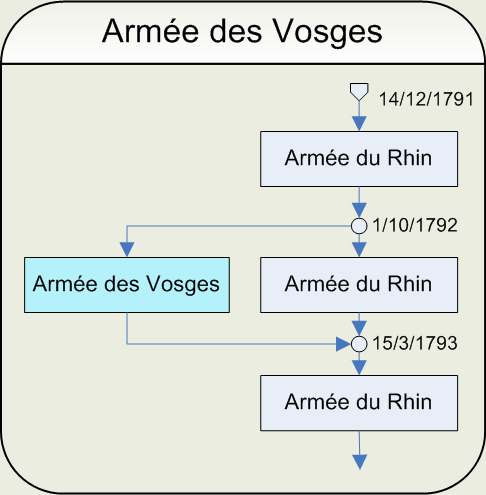
Évolution de l'armée des Vosges

L’armée des Vosges est l'une des armées de la République, qui s'illustrèrent contre l'Europe coalisée.

## Création et mutations
Elle fut créée par décret de la Convention du 1er octobre 1792, et formée du corps expéditionnaire de l'armée du Rhin aux ordres du général Custine, puis fut réunie à l'armée du Rhin par arrêté du Conseil exécutif du 1er mars 1793. L'armée des Vosges cessa d'exister le 14 mars 1793.

## Généraux
- du 1er octobre 1792 au 1er mars 1793 : général Custine. Au 30 octobre, les généraux en chef des armées du Rhin et de la Moselle lui furent subordonnés
- du 2 au 14 mars 1793, par intérim : général Meunier

## Principaux faits d'armes et arrondissement
À sa création, il ne lui est pas assigné d'arrondissement, et son administration resta confondue avec celle de l'armée du Rhin. Destinée à une expédition hors des frontières, elle pénétra dans le Palatinat, s'empara de Spire et de Mayence, et le pays conquis devint de fait son arrondissement.
Au 1er janvier 1793, Custine désigna la Lauter comme ligne de démarcation entre les armées du Rhin et des Vosges.

### Source
- Chef d'escadron d'état-major Charles Clerget, Tableaux des armées françaises pendant les guerres de la Révolution, sous la direction de la section historique de l'état-major de l'armée, librairie militaire R. Chapelot, Paris, 1905.